# Ferialverbindung
Eine Ferialverbindung (auch: Ferialis, Ferienverbindung, Ferienvereinigung oder Ferialvereinigung, Abk.: F!) ist eine Korporation, die hauptsächlich in einer Stadt ohne Hochschule zu finden ist. Die Ferialverbindungen sind eine Eigenheit der österreichischen Reichshälfte der Donaumonarchie, die speziell in den Städten von Böhmen, Mähren und Schlesien vorkamen. Ferialverbindungen gibt es auf Mittelschul- (pennale F!), wie auch auf Hochschulebene (akademische F!).

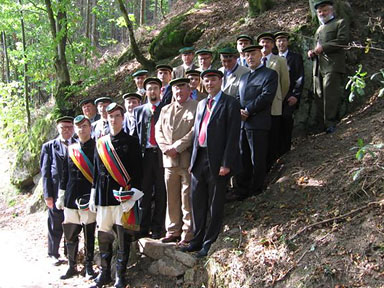
Totenehrung der F! Ostara Freistadt

## Geschichte
Das Ende des 19. Jahrhunderts war geprägt von völkischer – im Sinne von nationaler – Begeisterung. Dies führte zu vielen Vereinsgründungen, welche sich die Pflege des Nationalliberalismus zu Ziele setzten. Die bedeutendsten Gruppierungen waren neben Turn- und Gesangvereinen die Studentenverbindungen. Die Studentenverbindungen gliederten sich in akademische Vereine, Landsmannschaften, Burschenschaften, Sängerschaften sowie in Corps.
In den Heimatstädten der Hochschüler und Akademiker wuchs ebenfalls immer mehr das Bedürfnis, korporierte Vereine zu gründen, welches in Form der Ferialverbindungen verwirklicht wurde. Ferialverbindungen wurden von Studenten gegründet, um sich auch während der Semesterferien in der Heimatstadt zu korporativen Veranstaltungen zu treffen.
Wann und wo die erste Ferialverbindung entstand, ist heute nicht mehr feststellbar. Insgesamt geht man davon aus, dass im Laufe der Zeit knapp 300 Ferialverbindungen gegründet wurden. Die älteste heute noch bestehende Ferialverbindung ist die Ferienkneipe Aisaria mit Sitz in Neustadt a.d. Aisch. Sie wurde 1883 gegründet. Mit über 90 Bundesbrüdern ist sie auch heute noch eine der bedeutendsten Ferialverbindungen im deutschsprachigen Raum. Ähnliches gilt für die 1893 in Kempten/Allgäu gegründete Akademische Ferien-Vereinigung Algovia mit rund 230 Mitgliedern.
Die älteste heute noch bestehende Ferialverbindung in Österreich ist die Akademische Ferialverbindung Ostara mit Sitz in Freistadt. Sie wurde zu Ostern 1894 gegründet.
Neben der Ostara gibt es in Österreich noch drei weitere der alten akademischen Ferialverbindungen: Die „Ferialverbindung deutscher Hochschüler Waldmark“ in Niederösterreich, die „Akad. Ferialverbindung Lumnichia“ in Gleisdorf, sowie die „Ferialverbindung der deutschen Hochschüler von Bielitz-Biala Franken“ aus dem ehemaligen österreichischen Schlesien. Die Franken wurden nach dem Zweiten Weltkrieg aus ihrer Heimatstadt vertrieben. Trotz der damit verbundenen Verstreuung ihrer Mitglieder auf die ganze Welt, treffen sie sich jedes Jahr zum Stiftungsfest in Salzburg.
Im Lauf der Zeit entstanden viele Burschenschaften, Landsmannschaften etc. aus Ferialverbindungen. Die älteste von ihnen ist die Akademische Burschenschaft Markomannia Wien zu Deggendorf, gegründet 1860 als „Ferialverbindung Olomucia“ in Olmütz.
Aufgrund von Ortswechsel oder dem Ausbau des Bildungswesens in der betreffenden Stadt und dem damit verbundenen Zugang zu Gymnasien bzw. Universitäten, hatte man oftmals die Möglichkeit, den Aktivenbetrieb auch während des Semesters weiterzuführen.

## Unterschiede des Ferialkreises zur Ferialverbindung
Bei Ferialverbindungen, die aus lokalen Philisterien von Studentenverbindungen hervorgegangenen sind, handelt es sich häufig um so genannte Ferienkreise oder Ferialkreise.
Ferienkreise sind ähnlich wie Ferialverbindungen aufgebaut, unterscheiden sich aber doch deutlich von der klassischen Ferialverbindung. Die Mitglieder eines Ferienkreises sind ebenfalls Mitglieder einer Verbindung am Hochschulort; das bedeutet, der Ferienkreis besteht aus ortsansässigen Corpsstudenten, Burschenschaftern, Sängerschaftern, CVern etc.
Ferialverbindungen kennen diese Aufnahme-Voraussetzung jedoch nicht. Sie sind in ihrer Erscheinungsform vielmehr sehr vielfältig. Sie bestehen einerseits sowohl auf Hochschulebene, wie auch auf Mittelschulebene. Bei Ferialverbindungen, die ihre Mitglieder bereits als Maturanten/Abiturienten aufnehmen, stellen sie den ersten Kontakt zum korporativen Leben dar und müssen daher eine eigene umfassende Unterrichtung ihrer Mitglieder abhalten. Ob der Maturant später zusätzlich am Hochschulort aktiv wird, kann dabei nicht vorausgesehen werden. Andererseits bestehen, insbesondere bestanden, verschiedene Wert-Fokussierungen, wie etwa die Ausrichtung auf Interessen des Vaterlandes, des politischen Zionismus oder des katholischen Glaubens.

## Mehrbandträger
Angehörige von Ferialverbindungen können, wenn sie wollen, in der Regel zusätzlich Mitglied einer Verbindung am Studienort werden. Dem Betreffenden steht es dabei frei, ob er sich für eine Burschenschaft, ein Corps oder eine andere Korporationsform entscheidet. Eine „Doppelmitgliedschaft“ ist in den seltensten Fällen problematisch, da es im Allgemeinen wegen der Trennung „Studienzeit – Studienfreie Zeit“ zu keiner Überschneidung der Pflichten kommt.

## Liste der Ferialverbindungen
- Akademische Ferien-Vereinigung Algovia (Kempten)
- Ferienkneipe Aisaria (Neustadt an der Aisch)
- Ferienverbindung Neapolitania (Neustadt an der Aisch)
- Akademischer Ferienzirkel Bructeria (Stadtlohn)
- Akademische Ferialverbindung Ostara (Freistadt)
- Akademische Ferialverbindung Lumnichia (Gleisdorf)
- Ferialverbindung deutscher Hochschüler Waldmark (Gmünd)
- Katholisch österreichische Studentenverbindung Ferialis Batavia (Reichersberg)

## Dachverbände

### Freistädter DC
1897–1918, Sitz: Freistadt
Der Delegiertenconvent akademisch deutscher Ferialverbindungen, nach seinem Sitz auch Freistädter Delegiertenconvent genannt, umfasste viele Ferialverbindungen der Donaumonarchie. Der Verband zerfiel  1918.

### Verband sudetendeutscher akademischer Heimatverbindungen
1958–1983
Der Verband sudetendeutscher akademischer Heimatverbindungen (VsaH) konstituierte sich 1958 als Nachfolger des 1929 gegründeten und 1938 aufgelösten Verbandes akademischer Heimatverbindungen Böhmens. Der VsaH wurde 1961 korporatives Mitglied im Bund deutscher Studenten und löste sich 1983 auf.

### Waidhofener Kartell
seit 1919, Sitz: Waidhofen an der Ybbs
Nach dem Zerfall der Habsburgermonarchie und dem damit verbundenen Ende des „Freistädter DC“, suchte man nach neuen Kontakten zu Ferialverbindungen. Es wurde das „Waidhofener Kartell“ unter Führung der F! Ostgau in Waidhofen an der Ybbs / NÖ gegründet.
Diesem Kartell gehörten ebenfalls die Verbindungen Ostara Freistadt, Waldmark Gmünd, Pollheim Wels und Hochwald Oberplan an.

### Verband deutsch-akademischer Ferialverbindungen in Österreich
Auch der Verband deutsch-akademischer Ferialverbindungen in Österreich entstand am 15. April 1922 nach Ende des "Freistädter Delegierten-Convents".

### Verband katholischer Ferialverbindungen
1897 – unbekannt, neubegründet seit 2012; Sitz: Köln
Ferialverbindungen sind in Deutschland deutlich unbedeutender als in heutigen Österreich. Zurzeit gibt es insgesamt acht Ferialverbindungen in Deutschland, davon sechs in Bayern und zwei in Nordrhein-Westfalen. Ehemalig bestand in Köln die Ferienverbindung Academia (gegr. 1897). Von dieser ging auch die Initiative zur Gründung des Verbandes katholischer Ferialverbindungen aus. Nachdem dieser Vorstoß Anfang des 20. Jahrhunderts keinen großen Erfolg hatte, wurde der Verband 2012 mit der K.A.FV. Albertia zu Köln und dem Katholischen Akademischen Ferienzirkel Bonn wiederbegründet. 2014 kam die K.A.FV. Laurentia Ahrweiler hinzu.